# Sanda (sport)
Il Sanda (Disseminare i colpi, da 散打T, 散打S,  sàndǎP,  San-ta W), noto anche come Sanshou (Disseminare le mani, da 散手T, 散手S,  sǎnshǒuP,  San-shou W) o pugilato cinese, è uno sport da combattimento cinese uno contro uno.

## Il nome
Sanda è un termine composto dai due ideogrammi San (disperdersi, dileguarsi, dissipare, spargere, diffondere, disseminare, da 散T, 散S,  sànP,  San W)) e Da (battere, colpire, percuotere, rompere, azzuffarsi, picchiarsi, fare a pugni, costruire, forgiare ecc., da 打T, 打S,  dǎP,  Ta W)) che può essere tradotto con combattimento libero.
Il vocabolo sanda fa la sua comparsa per la prima volta nel 1979, mentre il più antico è sanshou.
(Sanda)
Alcuni vogliono vedere il Sanda in numerose pratiche antiche conosciute con i nomi di Xiangbo (相搏, lotta contro l'altro), shoubo (手搏, lotta con le mani), Bian (卞,impetuosità), Bian (弁), Baida (白打), Paizhang (拍张), Qiangshou (抢手), Shouzhan (战手, battaglia con le mani), Jueli (角力) , Jiji (技击) ecc..
In realtà bisogna distinguere concettualmente il significato di Sanda in qualità di specialità sportiva creata in tempi recenti con un proprio sistema di tecniche e di regole ed il significato che lo stesso termine può avere in rapporto all'antichità Cinese, e che niente ha a che vedere con la pratica attuale.
Anche il libro Zhongguo Sanshou (alla cui compilazione hanno collaborato personaggi del calibro di Zhang Shan e Wu Bin) identifica il Sanshou con il Sanda e riporta riferimenti documentali antichi in cui vengono citate pratiche dai più svariati nomi che vengono ricollegate a questi due concetti. Questa operazione è puramente ideale.

## Pratiche di combattimento libero nella storia cinese
I combattimenti di sanda si possono vedere ormai in qualsiasi gara o manifestazione relativa al Kung Fu Wushu e sta conoscendo la via del professionismo oltre che in Asia (soprattutto nei paesi dell'ex Unione sovietica) e medio oriente anche in Europa e negli USA grazie anche all'utilizzo come tecnica marziale in molti corpi militari di tutto il mondo.
Le sue origini ideali e culturali si perdono nelle antiche scuole di Wushu cinesi, nelle quali esiste dalla preistoria delle arti marziali. Per ottenere le risorse necessarie alla sopravvivenza, la gente imparò, pian piano, la lotta con il pugno e il calcio, a proiettare a terra l'avversario usando le gambe e di altre tecniche. A ben leggere la storia del combattimento libero in Cina si può notare che già dai primordi vi è stato un allontanamento dalle finalità di sopravvivenza ed un utilizzo ai fini di spettacolo ed intrattenimento all'interno dei palazzi nobiliari. Per quanto riguarda l'utilizzo militare delle pratiche a mano nuda, è significativo il giudizio di Qi Jiguang che le ritiene utili unicamente per il mantenimento della forma fisica dei soldati.
Un primo riferimento a pratiche di combattimento libero è stata identificata nel Libro dei riti (礼记, Liji) nella sezione Wangzhi (王制).
Lo Shiming (释名) descrive lo Xiangbo (相搏) definendolo una Lotta che usa anche dei colpi.
Nel Guliangzhuan (谷梁传) si racconta di un combattimento tra due esperti avvenuto nel periodo della dinastia Zhou (1045 a.C.-221 a.C. ). Secondo Zhou Zhengwei ciò indicherebbe che in tale periodo si era già raggiunto un alto grado di maestri nel combattimento libero.
Durante il periodo delle Primavere e degli Autunni e degli Stati Combattenti (720 a.C. - 221 a.C.), erano diffuse delle forme di combattimento libero chiamate Chunqiu Jiaoshi (春秋角试, Gare Marziali delle Primavere e degli Autunni) e Xiangbo (相搏). Tali pratiche sono narrate nel Guanzi (管子) nella sezione  Qifa (七法).
Durante i periodi della dinastia Qin, della dinastia Han e dei Tre Regni dallo Xiangbo si differenziarono il Jiaodi (角觝) e lo Shoubo (手搏). In particolare all'interno di un testo che riporta la storia della dinastia Han, lo Hanshu - Yiwenzhi (汉书-艺文志), c'è un capitolo intitolato Shoubo (手搏) in cui per la prima volta compare il termine Sanshou (散手). Esattamente questo testo parla di Xiang Cuoxu (相错蓄) e di Xiang Sanshou (相散手), mentre altri scritti dello stesso periodo utilizzano come sinonimi di sanshou due omofoni: Bian (弁) e Bian (卞).
Nel periodo della dinastia Sui, della dinastia Tang e delle Cinque Dinastie lo Shoubo (手搏) ed il Juedi (角抵) erano tenuti molto in considerazione e le competizioni iniziarono ad essere regolate.
Durante la dinastia Song lo Shoubo (手搏) era considerato un ottimo metodo per il mantenimento della forma fisica e la Storia dei Song (宋史, Songshi) sezione Bingzhi (兵志) dice che lo Shoubo allenava corpo e braccia.
È dal periodo della dinastia Yuan che popolarmente si inizia ad usare il termine leitai (擂台, ring) che è una contrazione di leitai sai (擂台赛, combattimenti sul ring).
In epoca della dinastia Ming lo shoubo assume nomi quali baida (白打) e boji(搏击).
Nel primo periodo della dinastia Qing (1644 d.C. - 1911 d.C.), accanto alla nascita di movimenti contadini e di organizzazioni segrete, nacquero molte società (社 she, società o 馆 guan, scuole) che si dedicavano agli esercizi marziali. Era necessario scambiare le esperienze tramite la concorrenza marziale, esistevano diversi tipi di famiglie e diverse tecniche di lotta, tra la popolazione le gare sul Leitai erano molto diffuse. Nei giorni di festa un combattente organizzava un "palco" e accettava le sfide di qualsiasi altro combattente, i partecipanti non avevano bisogno di registrarsi in anticipo. Il combattimento era inteso come una forma popolare per socializzare, a quei tempi, erano molte anche le donne che si dedicavano agli esercizi di sanda.

Carmona, senza riferirci in quale epoca (particolare non secondario) racconta che 
(Sanshou (Sanda) Combattimento Libero)
Fabio Smolari e Claudio Gigante spiegano che
(Sanda)
A cavallo del 1909 Huo Yuanjia affronta alcuni pugili occidentali in combattimento e la Jingwu Tiyu Hui di cui sarà capo diventa un modello per i valori della Repubblica Cinese del 1911, riconosciuto ufficialmente da Sun Yatsen. L'associazione Jingwu, il confronto con le pratiche occidentali ed il fardello ideale nazionalistico sono forse il preludio all'avvento della modernità nel Wushu.
Il 15 ottobre 1928 si tenne a Nanchino il Primo Esame Nazionale (第一届国考, Diyi Jie Guokao) , una sorta di campionato nazionale in cui si svolsero dieci giorni di combattimenti liberi. Gli incontri vennero disputati sul terreno, all'interno di un'area quadrata, tutte le scuole poterono parteciparvi e non vennero utilizzate categorie di peso. In molti pensano che non vi fossero regole e per questo motivo i combattimenti siano stati interrotti, l'articolo Lun Woguo Wushu de Jiaoyu yu Fazhan (论我国武术的教育与发展)  fornisce una versione differente: le regole c'erano e prevedevano il divieto di equipaggiamenti protettivi, si poteva colpire l'avversario con mani, gomiti, piedi e ginocchia, era vietato colpire gli occhi, la faringe e la zona genitale, trasgredire tre volte al regolamento comportava la squalifica, così come immediatamente si era squalificati per una grave infrazione. L'articolo Zhongyang Guoshu Guan - Diyi Jie Quanguo Wushu Guokao (中央国术馆-第一届全国武术国考) pur confermando la data dell'evento, spiega che inizialmente si era programmato che vi fossero 15 vincitori e per questo motivo Feng Yuxiang aveva preparato 15 premi, ma in realtà dalle qualificazioni emersero 17 nomi. Zhang Zhijiang decise di premiare Guo Changsheng (郭长生) e Yang Songshan (杨松山) entrambi con una Longquan 龙泉, ma chiese loro la rinuncia al premio preparato da Feng Yuxiang e a comparire nell'elenco dei 15 vincitori.
Il 9 novembre del 1929 ebbe luogo ad Hangzhou una competizione di combattimento libero nell'ambito del Guoshu Youyi Dahui 国术游艺大会 che vide la partecipazione di moltissimi atleti di tutta la Cina.
Il 13 novembre 1943 Cai Longyun (蔡龙云), che all'epoca aveva solo 14 anni,  disputò un incontro di Pugilato contro un Russo, che mandò al tappeto.

## Il combattimento libero cinese moderno
Il sanda rappresenta l'espressione applicativa libera del wushu Moderno o Sportivo ed insieme ad altre specialità da gara (Changquan, Nanquan, Taijiquan, sciabola, spada, bastone, lancia, ecc.) esprime simbolicamente il patrimonio tecnico fondamentale della tradizione delle arti marziali Cinesi. Visto come pratica indipendente, è un'arte marziale derivante dal Kung Fu.
I combattimenti uno contro uno hanno una storia molto lunga in Cina, e sono stati chiamati con nomi diversi, come xiangbo, shoubo, chaishou, qiangshou, jiji e da leitai (打擂台,Combattere sul Ring). Come parte però dei moderni sport da competizione e da combattimento a contatto pieno, il sanda ha una storia relativamente breve. Tali concetti sono ben riassunti in questa definizione: 
(Sanshou (free sparring))
Un altro parere è espresso da Carmona che afferma che
(Sanshou (Sanda) Combattimento Libero)
Entrambe le affermazioni contengono un fondo di verità: è indubbio infatti che vi sia nel Sanda un'influenza Occidentale, come per contro che i suoi fondatori siano stati attenti ad inserirvi elementi tecnici provenienti dalla tradizione Cinese. Infatti il Sanshou è il frutto di intense ricerche che lo hanno portato a diventare uno degli elementi ufficiali delle competizioni di Wushu.
Nel marzo 1979, la Commissione Nazionale Cinese per lo Sport (CNSC, Zhongguo Ti-Wei 中国体委), la più alta organizzazione sportiva ufficiale cinese, decise che tre istituzioni (il Comitato Sportivo della Provincia di Zhejiang, cioè Zhejiang Sheng Ti-Wei 浙江省体委,il Beijing Tiyu Xueyuan 北京体育学院 e l'Istituto di Educazione Fisica di Wuhan, cioè il Wuhan Tiyu Xueyuan 武汉体育学院) dovevano iniziare a sperimentare il sanda come sport da competizione. A causa della mancanza di pubblicità prima di allora, il sanda non aveva tecniche e metodi di allenamento standardizzati, e soprattutto non aveva un regolamento. I tre istituti scelti per sviluppare il sanda dovevano formulare regole, criteri di giudizio e metodi di allenamento, nonché pubblicizzare il sanda come sport in Cina.
Nel maggio 1979, i tre istituti presentarono il sanda durante una riunione nazionale di scambio di Wushu a Nanning, nella provincia di Guangxi. Nello stesso momento, furono organizzati altri esperimenti in altre località e province. Durante l'incontro nazionale dell'ottobre 1979, il CNSC organizzò la prima performance pubblica di sanda e gli atleti furono selezionati dagli istituti di Zhejiang, di Pechino, e della provincia di Hebei. La performance consistette non solo di tecniche, ma anche di esercizi di allenamento. Dal maggio 1980, furono costituiti molti altri istituti di sanda, che eseguirono una dimostrazione al Raduno Nazionale di Wushu (Quanguo Wushu Guanmo Jiaoliu Dahui 全国武术观摩交流大会) a Taiyuan. Nello stesso periodo, l'Università di Educazione Fisica di Pechino teneva competizioni sperimentali per i propri atleti con lo scopo di migliorare l'esperienza degli organizzatori e dei giudici.
Nell'ottobre 1980, il CNSC chiamò esperti dai tre istituti iniziali per formulare un regolamento da competizione. Nel maggio 1981, le università di Pechino e di Wuhan tennero per la prima volta in pubblico una competizione sperimentale di sanda ai campionati nazionali di Wushu a Shenyang. Nel gennaio 1982, il CNSC organizzò una Conferenza Nazionale dove vennero stabilite le Regole da Competizione del sanda (Sanda Bisai Guize 散打比赛规则). I sei istituti invitati furono: Pechino città, Università di Pechino, provincia di Shandong, provincia di Hebei, provincia di Guangdong, e Università di Wuhan.
Dalla reintroduzione del sanda alle prime competizioni ufficiali, un periodo di circa tre anni, il CNSC spese una grossa somma di denaro e coinvolse centinaia di atleti ed esperti di arti marziali per valorizzare lo sport. Infine, nel gennaio 1982, furono stabilite le regole ufficiali, i criteri di giudizio e i metodi di allenamento. Dopo circa 30 anni di silenzio a causa dell'instabilità politica della Cina, il sanda era infine rinato. Pechino tenne i primi campionati nazionali ufficiali nel novembre 1982, la competizione si svolse su un cerchio di nove metri di diametro, che verrà poi modificato in un più tradizionale quadrato rialzato, di otto metri per lato. Anche il regolamento è stato in seguito leggermente modificato, in modo da rendere le regole più dettagliate.
(Sanda)
Secondo Wu Bin ed altri nel 1988, nell'ambito del'International Wushu Festival, fu organizzato il primo torneo internazionale di Sanshou.

### Caratteristiche del sanda moderno
La maggior parte delle competizioni di sanda si svolgono su una pedana rialzata chiamata leitai (arena, quadrato, ring  (擂台T, 擂台S,  lèi táiP,  Lei-t'ai W) ) e i combattenti portano protezioni alla testa (caschetto, 护头 hutou), al torace (corpetto, 护胸 huxiong), alle mani (guantoni, 拳套 quantao), ai genitali (conchiglia, 护裆 hudang), alla bocca (paradenti, 护齿 huchi) e alle tibie (paratibie); queste ultime sono obbligatorie o meno a seconda dei regolamenti federali ai quali ci si attiene.
Durante gli incontri di sanda sono permessi i colpi di pugno, di calcio e le proiezioni a terra, mentre non sono consentiti i colpi con il gomito, con il ginocchio, gli strangolamenti e le leve articolari. È possibile battere l'avversario buttandolo letteralmente fuori dal tappeto tramite tecniche di calcio, pugno o proiezione. Ai combattenti è tuttavia permesso stare corpo a corpo solo per tre secondi: se nessuno dei due riesce a liberarsi o a proiettare l'avversario a terra entro questo lasso di tempo, l'arbitro interrompe il clinch.
In Cina vengono organizzati tornei chiamati Sanda Wang (Re del Sanda), che si tengono su un ring simile a quelli usati per il pugilato occidentale, in cui i combattenti portano come protezione solamente i guantoni e paradenti e possono usare, oltre ai pugni e ai calci, anche i colpi di ginocchio. Alcuni di questi atleti di sanda partecipano anche ad altri tornei di combattimento tra cui il K-1 e lo Shoot Boxing, il cui regolamento è simile a quello del sanda.
Le caratteristiche principali di questo sport si possono vedere nelle famose sfide "stile contro stile", disputate molto frequentemente contro atleti di Muay Thai, Karate, Kickboxing e Taekwondo; questi eventi danno modo di conoscere meglio il sanda, contribuendo ad allargarne la popolarità.
Il sanda, come altre discipline da combattimento, prevede la posizione di guardia alta come nella boxe; come tecniche peculiari si possono invece indicare:
- Tecniche dei passi (步法T, 步法S,  bùfǎ P,  Pu Fa W)
- Tecniche di pugno (拳法T, 拳法S,  quánfǎ P,  Chuan Fa W), con diretti (Zhiquan, 直拳), ganci (Gouquan, 勾拳), montanti e altre forme di pugno più rare (ad esempio pugno girato)[32].
- Tecniche di calcio (腿法T, 腿法S,  tuǐfǎ P,  T’ui Fa W), con circolari, laterali, frontali e girati[33].
- Tecniche di proiezione e lotta corpo a corpo (快摔法T, 快摔法S,  kuàishuāifǎ P,  K’uai Shuai Fa W)[34], caratteristica in comune con la Muay Thai e che la differenzia dalla Kick Boxing per efficacia e spettacolarità[35].

Quest'ultima categoria rende il sanda una disciplina tra le più complete sul piano tecnico e consente di sfruttare efficacemente tutti i colpi dell'avversario per finalizzarne l'atterramento (spesso si "vola" letteralmente a terra), talvolta con conseguenze importanti come il KO. Le proiezioni si possono portare con "prese" su colpi di pugno, di calcio, al collo, al corpo eccetera. Tutto il corpo è bersaglio valido tranne le ginocchia, la nuca, la zona pelvica e la spina dorsale, che non si possono colpire pena la squalifica.
Generalmente nei match, dopo una iniziale fase di studio, gli atleti si attaccano con combinazioni di calcio e di pugno, mentre a distanza più ravvicinata si tenta la presa per finalizzare la proiezione a terra (l'avversario viene sollevato oppure semplicemente atterrato). Le riprese durano di solito due minuti con intervalli di un minuto tra i round.

#### Tecniche di pugno
Queste sono le tecniche di pugno che vengono descritte nel testo Zhongguo Wushu Leitai Sanda:
| Nomi delle Tecniche                                                    | Nomi alternativi |
| Pugno che urta con violenza (冲拳T, 冲拳S, chōngquánP, Chong Ch’uan W) | Pugno diretto (直拳T, 直拳S, zhíquánP, Chih Ch’uan W)                                                                                     |
| Pugno che penetra (貫拳T, 贯拳S, guànquánP, Kuan Ch’uan W)             | Pugno che oscilla (擺拳T, 摆拳S, bǎiquánP, Pai Ch’uan W)                                                                                  |
| Pugno abbottonato (扣拳T, 扣拳S, kòuquán P, K’ou Ch’uan W)             | - Pugno… (撣扣拳T, 掸扣拳S, dǎn kòuquán P, Tan K’ou Ch’uan W); - Pugno della faretra (兜弓拳T, 兜弓拳S, dōugōngquánP, Tou Kong Ch’uan W); |
| Pugno cannone (炮拳T, 炮拳S, pàoquánP, P’ao Ch’uan W)                  | Gancio (勾拳T, 勾拳S, gōuquánP, Kou Ch’uan W);                                                                                            |
| Gancio piatto (平勾拳T, 平勾拳S, pínggōuquánP, P’in Kou Ch’uan W)      | |
| Pugno laterale (邊拳T, 边拳S, biānquánP, Pian Ch’uan W)                | |

#### Tecniche dei passi
Il libro Zhongguo Wushu yu Sanda elenca queste tipologie di tecniche dei passi:
- Passo che avanza   (進步T, 进步S,  jìnbùP,  Chin Pu W)
- Passo che arretra  (退步T, 退步S,  tuìbùP,  T'ui Pu W)
- Passo che sale  (上步T, 上步S,  shàngbùP,  Shang Pu W)
- Passo lanciato  (撇步T, 撇步S,  piěbùP,  P'ie Pu W)
- Passo infilato  (插步T, 插步S,  chābùP,  Ch'a Pu W)
- Passo a scavalcare  (跨步T, 跨步S,  kuàbùP,  K'ua Pu W)
- Passo che schiva  (閃步T, 闪步S,  shǎnbùP,  Shan Pu W)
- Cambio di passo  (換步T, 换步S,  huànbùP,  Huan Pu W)
- Passo coperto  (蓋步T, 盖步S,  gàibùP,  Gai Pu W)
- Passo longitudinale  (縱步T, 纵步S,  zòngbùP,  Chong Pu W)
- Passo che mette sotto  (墊步T, 垫步S,  diànbùP,  Tian Pu W)
- Passo saltato  (躍步T, 跃步S,  yuèbùP,  Yueh Pu W)

#### Tecniche di calcio
Questo è un elenco di tecniche di gambe (Tuifa) del sanshou dedotto dal libro Wushu Sanshou Jingcui:
| IDEOGRAMMI | Nome in Pinyin | Nome in italiano                                       | Nome alternativo Ideogrammi Pinyin Italiano                                                       |
| 1正踢腿    | Zhengtitui     | Gamba che calcia frontalmente                          |                                                                                                   |
| 2侧踹腿    | Cechuaitui     | Gamba che stampa di lato                               |                                                                                                   |
| 3边腿      | Biantui        | Gamba laterale                                         | 侧弹腿Cetantui (Gamba lanciata di lato) –colpisce la testa                                        |
| 4小边腿    | Xiao Biantui   | Piccola gamba laterale                                 | - colpisce il ginocchio                                                                           |
| 5勾踢腿    | Goutitui       | Gamba che calcia ad uncino                             |                                                                                                   |
| 6后蹬腿    | Houdengtui     | Gamba che calpesta dietro                              | 虎尾腿 Huweitui (Gamba a coda di tigre) oppure 庚子腿 Gengzitui (Calcio del Settimo Ramo Celeste) |
| 7后旋扫    | Houxuansao     | Spazzata circolare posteriore                          |                                                                                                   |
| 8扶地后扫  | Fudi Housao    | Spazzare posteriormente aiutandosi con le mani a terra |                                                                                                   |

Calci con nomi differenti li troviamo nel testo Zhongguo Sanshou:
- Gamba che calpesta   (蹬腿T, 蹬腿S,  dēngtuǐ P,  Teng Tui W)
- Gamba che calpesta posteriormente   (後蹬腿T, 后蹬腿S,  hòudēngtuǐ P,  Hou Teng Tui W)
- Gamba che calpesta sopra   (上蹬腿T, 上蹬腿S,  shàngdēngtuǐ P,  Shang Teng Tui W)
- Gamba che stampa  (踹腿T, 踹腿S,  chuàituǐ P,  Ch’uai Tui W)
- Gamba che oscilla orizzontalmente   (橫擺腿T, 横摆腿S,  héngbǎituǐ P,  Heng Pai Tui W)
- Gamba lanciata di lato   (側彈腿T, 侧弹腿S,  cètàntuǐ P,  Tse T’an Tui W)
- Gamba che spazza orizzontalmente ruotando il corpo   (轉身橫掃腿T, 转身横扫腿S,  zhuǎnshēnhéngsǎotuǐ P,  Chuan Shen Heng Sao Tui W)
- Gamba che spazza posteriormente   (後掃腿T, 后扫腿S,  hòusǎotuǐ P,  Hou Sao Tui W)
- Gamba che calcia ad uncino   (勾踢腿T, 勾踢腿S,  gōutītuǐ P,  Kou T’i Tui W)
- Gamba che taglia   (截腿T, 截腿S,  jiétuǐ P,  Chieh Tui W)

### Esponenti famosi
Wang Tao 王涛 e Gong Jianxin 龚建新 elencano dieci insegnanti famosissimi del sanda: Guan Jianmin 管建民, che è stato capo allenatore della Squadra Nazionale dal 1996 al 2005; Li Jianping 李建平, soprannominato “Padrino del Sanda” (散打教父, Sanda Jiaofu) ; Liu Haike 刘海科; Niu Fei 牛飞; Wen Zhuang 温庄; Xiao Zhimin 肖志民; You Bangmeng 尤邦孟; Yu Wanling 于万岭; Zhai Shoutao 翟寿涛; Zhao Xuejun 赵学军.
Tra gli esponenti Cinesi più famosi troviamo Chen Chao, Liu Hailong (柳海龙) e Yuan Yubao.

#### Campionati IWUF
| No. | Anno | Città Ospitante, Nazione |
| 1   | 1991 | Pechino, Cina            |
| 2   | 1993 | Kuala Lumpur, Malaysia   |
| 3   | 1995 | Baltimora, Stati Uniti   |
| 4   | 1997 | Roma, Italia             |
| 5   | 1999 | Hong Kong                |
| 6   | 2001 | Erevan, Armenia          |
| 7   | 2003 | Macao                    |
| 8   | 2005 | Hanoi, Vietnam           |
| 9   | 2007 | Pechino, Cina            |
| 10  | 2009 | Toronto, Canada          |
| 11  | 2011 | Ankara, Turchia          |
| 12  | 2013 | Kuala Lumpur, Malaysia   |

##### Medaglie d'oro del Primo Campionato Mondiale di Wushu– Categoria Sanshou
Nell'ambito del Primo Campionato Mondiale di Wushu del 1991 sotto la sigla IWuF, nella categoria del combattimento libero hanno ottenuto la medaglia d'oro: 
- categoria 90 kg -Dzhaparov Kazbek (nome cinese: 扎波洛夫•卡兹别克) della Federazione Russa
- categoria 85 kg - Jammes Ayres (nome cinese: 詹姆斯•艾耶斯) della Federazione Brasiliana
- 80 kg - Javier Moya (nome cinese: 贾维尔•莫亚) della Federazione Spagnola
- 75 kg - Ramazanov Ramazan (nome cinese: 拉马扎诺夫•拉马赞) della Federazione Russa
- 70 kg – Pan Xiongqi (nome cinese: 潘雄气) della Federazione di Taipei
- 65 kg – Yang Rui 杨锐 della Federazione Cinese
- 60 kg –Wang Jianming王建明della Federazione Cinese
- 55 kg – Zeng Qingfeng曾庆丰della Federazione Cinese
- 52 kg – Wang Shiying王世英della Federazione Cinese

L'Italiano Roberto Boschi (nome cinese: 罗波托•波斯齐) si è classificato al terzo posto nella categoria 60 kg.

##### Medaglie d'oro del Secondo Campionato Mondiale di Wushu– Categoria Sanshou
Nel 1993 si è tenuto il Secondo Campionato Mondiale di Wushu della IWuF. Queste le medaglie d'oro nel sanshou (purtroppo la IWuF fornisce solo i nomi in ideogrammi):
- 90+ kg - 沙米罗夫della Federazione Russa
- 90 kg -德哈巴罗夫della Federazione Russa
- 85 kg - 沙吉尔della Federazione Turca
- 80 kg -拉马赞della Federazione Turca
- 75 kg - 吉迪诺della Federazione Russa
- 70 kg – Wu Wenjun 吴文军della Federazione Cinese
- 65 kg – Feng Kuang 冯旷della Federazione Cinese
- 60 kg – Zeng Qingfeng曾庆丰della Federazione Cinese
- 56 kg –马天保 della Federazione Vietnamita
- 52 kg – Wang Shiying王世英della Federazione Cinese

Negli 85 kg si è classificato secondo l'italiano史迪芬诺. Nei 65 kg si è piazzato terzo l'italiano 罗柏多.

##### Medaglie d'oro del Terzo Campionato Mondiale di Wushu– Categoria Sanshou
Il Terzo Campionato Mondiale si è tenuto a Baltimora. Queste sono le medaglie d'oro maschili assegnate in questa occasione (anche in questo caso la IWuF fornisce solo i nomi in cinese):
- 90 kg -穆萨耶夫•哈桑 della Federazione del Tajikistan
- 85 kg - 卡兹贝尔•雅普斯罗夫子 della Federazione Turca
- 80 kg - 加依达德科夫•萨吉尔della Federazione Turca
- 75 kg - 拉马扎诺夫•拉马宗吉 della Federazione Turca
- 70 kg – 格萨克萨巴•冈勃斯  della Federazione Rumena
- 65 kg –查赫鲁哈诺夫•阿不都尔della Federazione Turca
- 60 kg – You Bangmeng 尤邦孟 della Federazione Cinese
- 55 kg – Chen Weigang 陈卫刚della Federazione Cinese
- 52 kg – 阿蒂拉•冈勃斯della Federazione Rumena
- 52 kg- - Ma Pengbin 马鹏彬della Federazione Cinese

Purtroppo negli annali IWUF non sono stati inseriti i secondi e terzi piazzamenti di questo evento.

##### Medaglie d'oro del Quarto Campionato Mondiale di Wushu– Categoria Sanshou
Questo Campionato del Mondo assume un valore particolare per l'Italia perché si è tenuto a Roma  nel 1997. Queste le medaglie d'oro (in questo caso la IWUF fornisce solo nomi in caratteri occidentali):
- 90+ kg – Ali Mirmiran della Federazione Iraniana
- 90 kg - Vakhit Abubakarov della Federazione del Kazakhstan
- 85 kg -  Khizri Mutaev della Federazione Russa
- 80 kg - Kasim Gasanov della Federazione Russa
- 75 kg -  Hossein Ojaghi della Federazione Iraniana
- 70 kg – Yang Jinqiang della Federazione Cinese
- 65 kg – Aselder Begov della Federazione Russa
- 60 kg –Dias Zhamash della Federazione Kazakhstan
- 55 kg – Dao Viet Lap della Federazione Vietnamita
- 52 kg - Liu Zedong della Federazione Cinese
- 48 kg - Rabiea Gamil della Federazione Egiziana
- 43kg-Sabrina Russo della Federazione Italiana

Per l'Italia si qualificarono al terzo posto, rispettivamente dei 60 e 90+ kg, Michele Fantozzi e Danilo Capuzi.